# مایا شون
مایا شون (به آلمانی: Maja Schöne) (زاده ۱ ژانویه ۱۹۷۶) بازیگر آلمانی است. او بیشتر به خاطر ایفای نقش هانا کانوالد در سریال تاریک محصول نتفلیکس شناخته شده‌است.

## زندگی‌نامه
شون در اشتوتگارت متولد شد و یک برادر بزرگتر دارد. وی پس از فارغ‌التحصیلی از دبیرستان، یک مرحله و کارآموزی کارگردانی را به پایان رساند. در سال ۱۹۹۷، او تصمیم گرفت که بازیگر شود و تحصیلات خود را در مدرسه تئاتر وست‌فالن در بوخوم آغاز کرد، برنامه ای که در سال ۲۰۰۱ به پایان رساند. شون در فوریه ۲۰۰۱ به هامبورگ نقل مکان کرد و شروع به حضور در نمایش‌های فردریش شیلر کرد. در سال ۲۰۰۲ وی جایزه ارتقاalent استعداد جوان را از دوستان خانه نمایش آلمان دریافت کرد. وی از سال ۲۰۰۷ تا ۲۰۰۹ چندین نقش را در Schauspiel Köln ایفا کرد، برای اولین بار Brunhild در فیلم Die Nibelungen ساخته فردریش هبل بازی کرد. وی برای این نقش جایزه بهترین بازیگر زن جشنواره تئاتر NRW را دریافت کرد. از سال ۲۰۰۹ او در تئاتر تالیا در هامبورگ نامزد شده‌است.
در سال ۲۰۰۴، او اولین بار در سینما در فیلم Cowgirl مارک شلیشتر، در کنار الکساندرا ماریا لارا، نامزد دریافت جایزه Undine شد. او از سال ۲۰۰۸ تا ۲۰۱۳ در قسمت‌های اشتوتگارت از سریال جنایی Tatort بود و در نقش همسر محقق بوتز بازی می‌کرد. در سال ۲۰۱۱ او در فیلم بریگیته Bertele را با نام تجاری به عنوان یک قربانی تجاوز جنسی در جستجوی انتقام ستاره دار، برای این نقش او برنده جایزه بهترین بازیگر نقش اول زن در آلمان شد.
او کار روی صفحه خود را در فیلم تلویزیونی آلمان Schluss mit lustig آغاز کرد. او در تعدادی از مجموعه تلویزیونی در کشور او ظاهر شد. وی در اواخر دهه ۲۰۰ در تولیدات فیلم مانند بودنبروک، از Summertime Blues و Zarte Parasiten ظاهر شد. او بین سالهای ۲۰۰۵ و ۲۰۱۵ در سریال تاتورت ظاهر شد و در نقش همسر فلیکس کلار قرار گرفت. او در سریال تلویزیونی Neu در فیلم unserer Familie در سال ۲۰۱۷ به عنوان پدر مادر که دارای دو فرزند متفاوت است که همگی در یک خانه زندگی می‌کنند، بازی کرد. در سال ۲۰۱۷ او به رسمیت شناختن بین‌المللی به عنوان یک عضو از بازیگران اصلی به دست آورد نتفلیکس بکشد علمی تخیلی درام خانوادگی مجموعه تلویزیونی تیره، که در آن او نقش هانا کانوالد ایفا می‌کند.
وی با بازیگر کارلو لیوبک ازدواج کرده و یک فرزند دختر دارد.

## فیلم‌شناسی
- 2001: Schluss mit lustig!
- 2004: Doppelter Einsatz: Der Fluch des Feuers
- 2004: داس زیمرمودچن
- ۲۰۰۴: دختر گاوچران
- 2004: Der Traum vom Süden
- 2004: Aller Tage Abend
- ۲۰۰۵: تاتورت: من آلینانگ هستم
- 2005: Mörderische Erpressung
- 2005: شاخص داو جین
- 2006: Stubbe-Von Fall zu Fall: Verhängnisvolle Freundschaft
- 2007: Polizeiruf 110: Dunkler Sommer
- 2007: Tatort: in eigener Sache
- 2007: Tatort: Hart an der Grenze
- 2007: Der Dicke: Angstpartie
- ۲۰۰۷: ۱ مای - Helden bei der Arbeit
- 2008: KDD - Kriminaldauerdienst: Chancen
- ۲۰۰۸: بودینبروکس
- 2008: Tatort: Das Mädchen Galina '
- 2008: Tatort: Oben und unten
- 2008: Tatort: Tödliche Tarnung
- 2009: Zarte Parasiten
- 2009: Wanna Be (فیلم کوتاه)
- 2009: Summertime Blues
- 2009: Tatort: Blutgeld
- ۲۰۰۹ : تاتورت: آلتلاستن
- 2010: KDD - Kriminaldauerdienst - Chancen
- 2011: Polizeiruf 110 "- Feindbild
- 2011: Der Brand
- 2012: Stralsund - Blutige Fährte
- 2012: Tatort: Spiel auf Zeit
- ۲۰۱۳: بلا بلوک: هوندسکندر
- 2014: Frau Roggenschaubs Reise
- 2014: Sternstunde ihres Lebens
- 2015: Blochin - Die Lebenden und die Toten (مینی سریال تلویزیونی)
- 2015: Tatort: Preis des Lebens
- 2016: Neu in unserer Familie
- 2017: Neu in unserer Familie ۲ (فیلم تلویزیونی)
- 2018: Tatort: Du allein
- ۲۰۱۸: تاریکی در نور[۶]
- 2019: Eine fremde Tochter[۷]
- ۲۰۱۷–۲۰۲۰: تاریک (مجموعه تلویزیونی)
- 2020: Der Mann der die Welt aß